# Ел Реал де ла Хара
Ел Реал де ла Хара (на испански: El Real de la Jara) е населено място и община в Испания. Намира се в провинция Севиля, в състава на автономната област Андалусия. Общината влиза в състава на района (комарка) Сиера Норте де Севиля. Заема площ от 160 km². Населението му е 1607 души (по преброяване от 2010 г.). Разстоянието до административния център на провинцията е 80 km.

## Демография
| 1996 | 1998 | 1999 | 2000 | 2001 | 2002 | 2003 | 2004 | 2005 | 2006 |
| ---- | ---- | ---- | ---- | ---- | ---- | ---- | ---- | ---- | ---- |
| 1761 | 1752 | 1742 | 1706 | 1698 | 1655 | 1623 | 1599 | 1614 |      |